# Проїзд Грасія

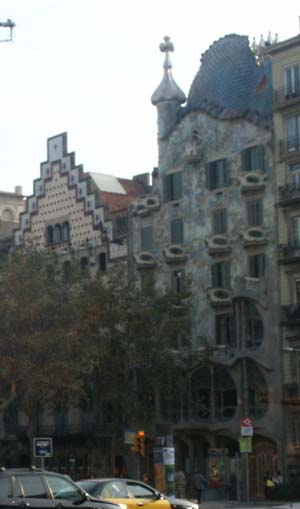
Будинок Амальє та Бальо

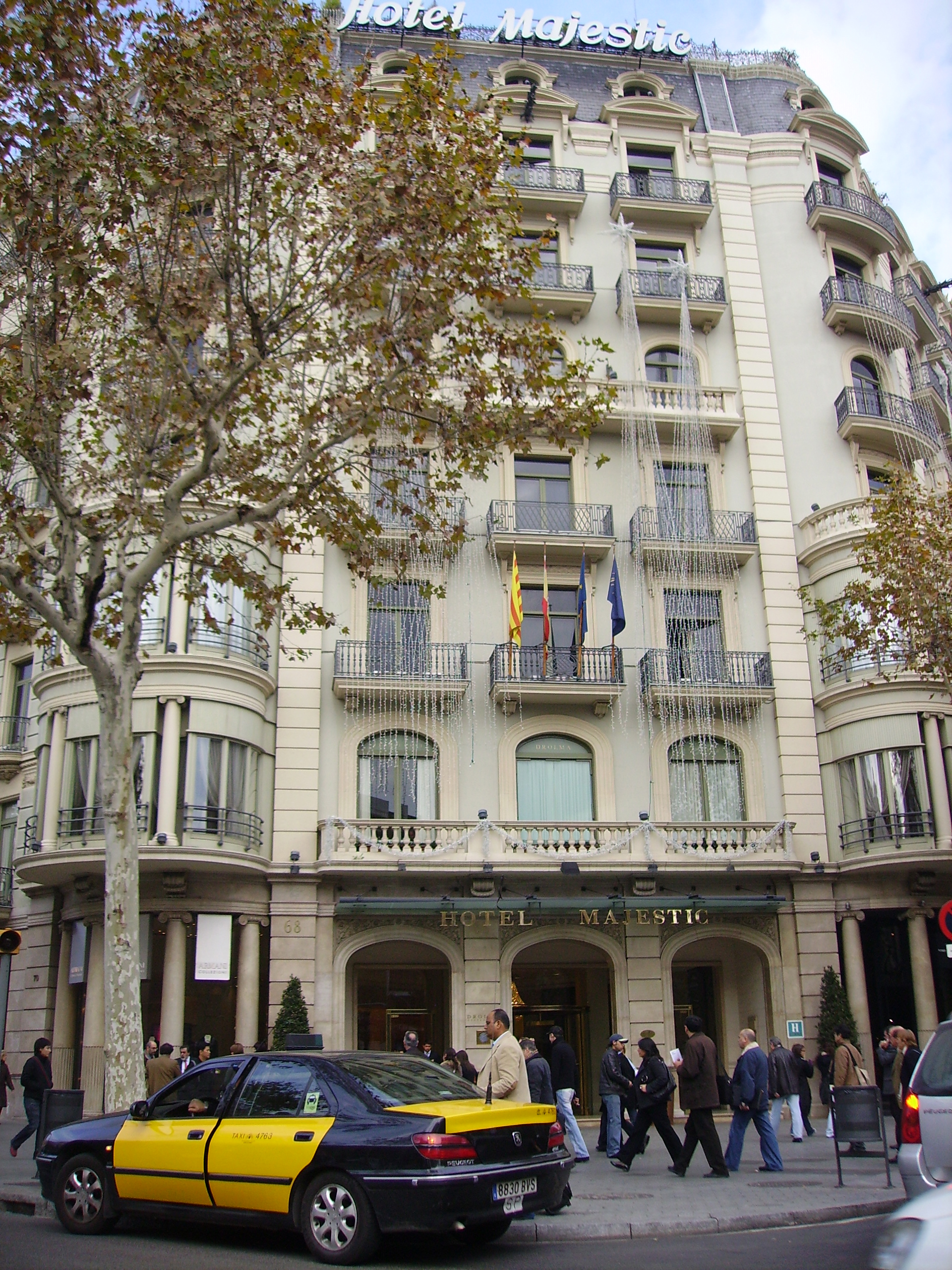
Готель Мажестік, Барселона

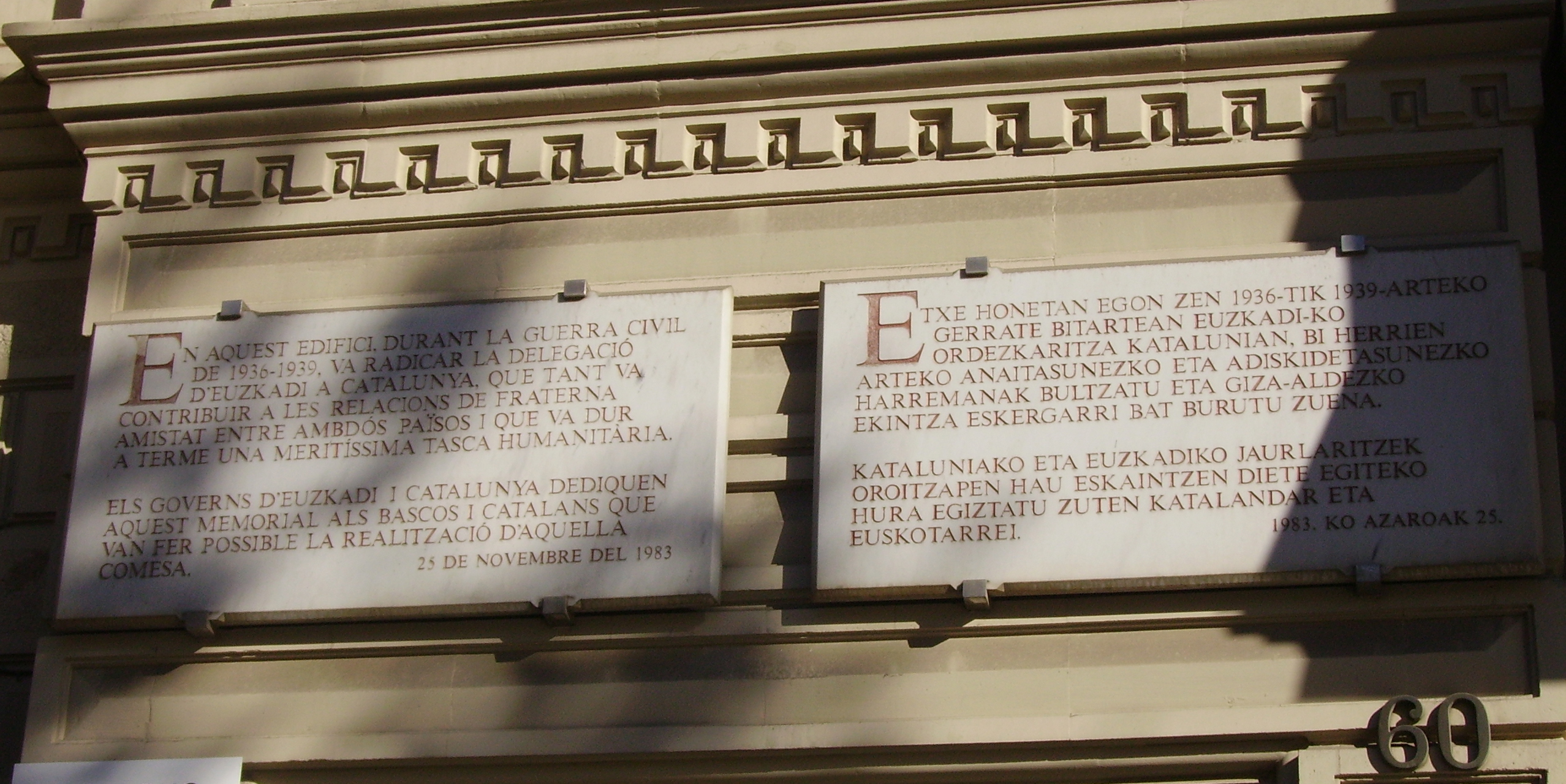
Дошка на згадку про створення уряду Країни басків

Прої́зд Гра́сія (кат. Passeig de Gràcia, може перекладатися також як проспект Грасія або провулок Грасія, читається каталанською як Пасеч да Грасіа) — один з найбільших проспектів у Барселоні, а також один з найважливіших комерційних та ділових районів міста. Саме на цьому проспекті є декілька архітектурних шедеврів: будинок Міла, будинок Бальо, будинок Фусте тощо. Проїзд Грасія розташований у центральній частині кварталу Ашямпла, він тягнеться від площі Каталонії до Великої вул. Грасія (кат. Carrer Gran de Gràcia). Оренда та купівля житла, що розташоване у проїзді Ґрасія, є одними з найдорожчих не лише у Барселоні та Каталонії, але й Іспанії.

## Історія
Першою назвою проїзду Ґрасія була назва «Шлях Ісуса» (кат. Camí de Jesús), до початку XIX ст. він був звичайною вузькою сільською дорогою, оточеною садами, що простягалися між Барселоною та поселенням Ґрасія (кат. Gràcia). Перший проєкт забудови району було розроблено в 1821 р., однак його не було втілено у життя через епідемію. Після 1824 р. проєкт було відновлено, завдяки генералові Хосе Бернальдо де Кіросу (ісп. José Bernaldo de Quirós). Ширина нового проспекту, що його було остаточно побудовано у 1827 р., склала 42 м. Проїзд Ґрасія став улюбленим місцем кінних прогулянок аристократів упродовж усього XIX ст.
У 1906 р. архітектор Пера Фалкес-і-Урпі (кат. Pere Falqués i Urpí) розташував на проспекті знамениті прикрашені лавки та міські ліхтарі. На той час це була найфешенебельніша вулиця Барселони, де з'явилися будівлі архітекторів у стилі модерн, як-от Антоні Ґауді, Пера Фалкес, Жузеп Пуч, Люїс Думенак, Анрік Саньє та Жузеп Біласека.
Уряд Країни басків (баск. Eusko Jaurlaritza) був сформований на цій вулиці у будинку № 60 під час Іспанської громадянської війни. Каталонський поет Салбадо Аспріу (кат. Salvador Espriu) мешкав у будинку Фусте (проїзд Ґрасія, 132).

## Відомі будівлі

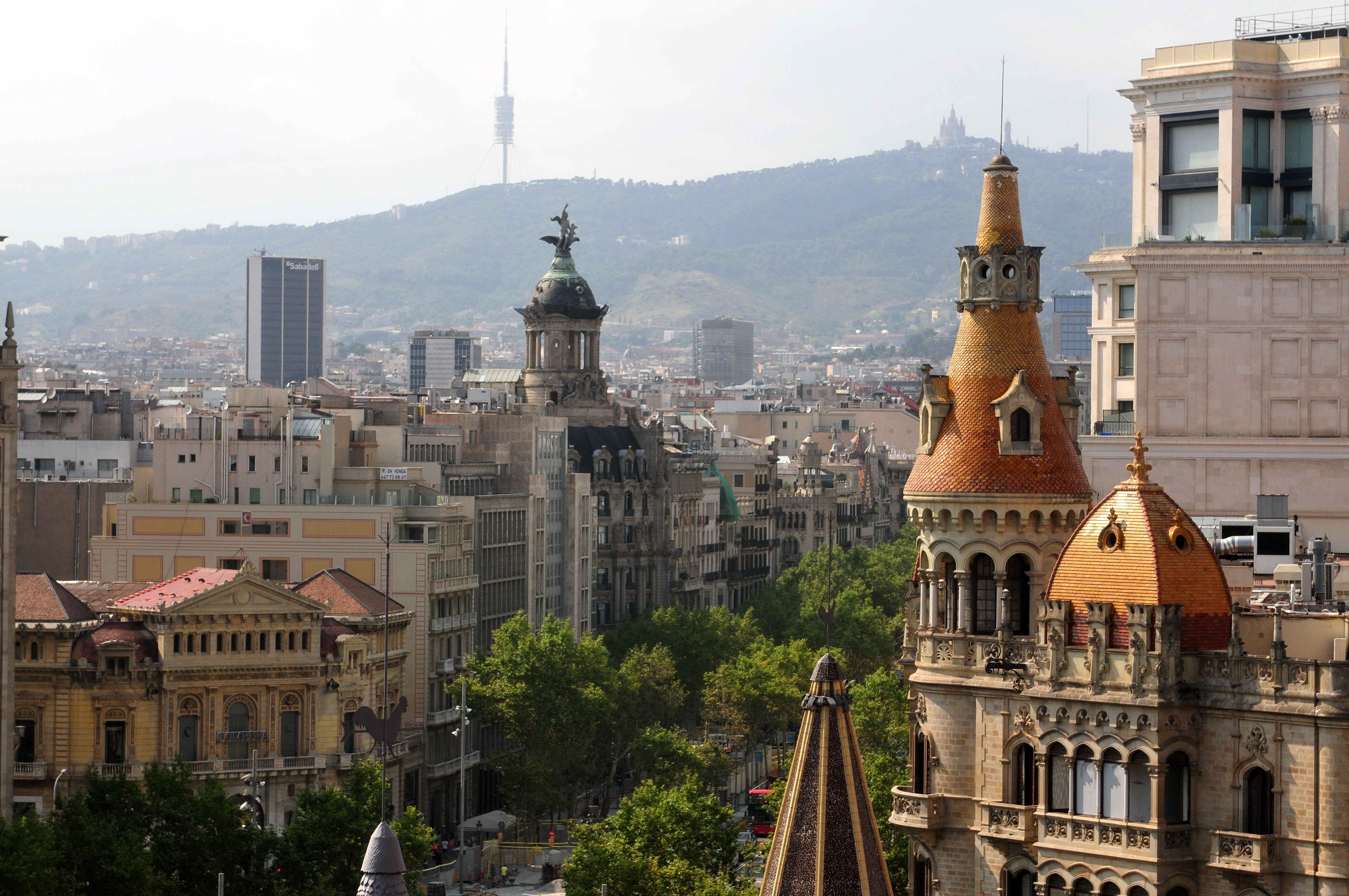
Cases Rocamora

- Будинок Амальє, Жузеп Пуч (1890—1900 рр.);
- Будинок Бальо, Антоні Ґауді (1904—1906 рр.);
- Будинок Лео Мурери, Люїс Думенак (1902—1906 рр.);
- Музей парфумівБудинок Антоні Рукамора, Жузеп Басагода (1914—1917 рр.);
- Будинок Бунабартура Фарре (1906 р.);
- Будинок Фусте, Жузеп Пуч (1908—1911 рр.);
- Будинок Міла, Антоні Ґауді (1905—1910 р.);
- Будинок Понс і Паскуал, Анрік Саньє (1891 р.);
- Будинок Рамон Казас, Антоні Рубіра (1898 р.);
- Палац Рубер (1903 р.);
- Театр Тібулі;
- Сади, архітектор Салбадо Аспріу.

## Готелі
- Готель-будинок Фусте (кат. Hotel Casa Fuster);
- Готель графів Барселони (кат. Hotel Condes de Barcelona);
- Готель «Мажестік Барселона» (кат. Hotel Majestic Barcelona);
- Готель «Престиж проїзд Ґрасія» (кат. Hotel Prestige Paseig de Gràcia).

## Кінотеатри
- Касабланка-Каплан (кат. Casablanca-Kaplan);
- Комедіа (кат. Comedia).

## Бутіки та відділи у магазинах відомих торговельних марок
Chanel, Gucci, Louis Vuitton, Bvlgari, Armani, Chopard, Giorgio Armani, Roberto Verino, Cartier, Valentino, Dolce & Gabbana, Yves Saint-Laurent, Burberry, Ermenegildo Zegna, Lacoste, Tommy Hilfiger, Max Mara, Carolina Herrera, Loewe тощо.